# جان كلود لينوار
جان كلود لينوار (بالفرنسية: Jean-Claude Lenoir) هو سياسي فرنسي، ولد في 27 ديسمبر 1944 في فرنسا. حزبياً، نشط في الاتحاد من أجل حركة شعبية والديمقراطية الليبرالية (حزب سياسي).

## مناصب
- انتخب نائب فرنسي عن دائرة Orne's 2nd constituency [الإنجليزية]‏ خلال فترته النيابية [الإنجليزية]‏ (20 يونيو 2007 – 30 سبتمبر 2011).
- انتخب نائب فرنسي عن دائرة Orne's 2nd constituency [الإنجليزية]‏ خلال فترته النيابية  [لغات أخرى]‏ (19 يونيو 2002 – 19 يونيو 2007).
- انتخب عضو مجلس الشيوخ الفرنسي.
- انتخب عضو مجلس جهوي.
- انتخب رئيس بلدية [الإنجليزية]‏ Mortagne-au-Perche [الإنجليزية]‏ (19 مارس 1989 – 24 مارس 2014).
- انتخب نائب فرنسي عن دائرة Orne's 2nd constituency [الإنجليزية]‏ خلال فترته النيابية  [لغات أخرى]‏ (12 يونيو 1997 – 18 يونيو 2002).
- انتخب نائب برلماني [الإنجليزية]‏ عن دائرة Orne's 2nd constituency [الإنجليزية]‏ خلال فترته النيابية  [لغات أخرى]‏ (2 أبريل 1993 – 21 أبريل 1997).